# Aquelarre (joc de rol)
Aquelarre és un joc de rol creat per Ricard Ibáñez publicat per primera vegada el 1990 per l'editorial barcelonina Joc Internacional essent el primer joc de rol de producció autòctona espanyola; s'ha convertit també en el més veterà i el que més aguanta "viu" al mercat. El joc està ambientat a la península Ibèrica durant l'edat mitjana, més exactament entre els segles xiii i xiv. Té un ambient marcadament històric però amb un important rerefons fantàstic: Aquelarre assumeix que tots els mites i llegendes d'aquella època són reals, que el diable camina entre els mortals i que es lliura una eterna batalla entre dues realitats, la racional (l'humà, les ciències, la lògica, el dia) i la irracional (la nit, la bogeria, la fantasia, les criatures llegendàries i la màgia). Des de la seva primera edició fins a l'actualitat Aquelarre ha passat per quatre editorials, Joc Internacional, La Caja de Pandora, Proyectos Editorials Crom i Nosolorol Ediciones.
Aquelarre es desenvolupa a la península Ibèrica durant l'edat mitjana. Els territoris de la Península estan repartits en diversos regnes (Castella, Aragó, Portugal, Navarra i Granada) amb les seves cultures, idiomes i religions. Regnes que en moltes ocasions estan en guerra. L'ambientació també reflecteix el sistema feudal de senyors i vassalls, així com la fam i les malalties de l'època que poden afectar els mateixos jugadors. El joc inclou un llistat amb els esdeveniments més importants que van succeir durant els segles on s'ubica el joc a fi de poder ser una "guia" per al director de joc en la creació de les històries.